# خوسيه ماريا سيلفا
خوسيه ماريا سيلفا (بالإسبانية: José María Silva) (و. 1804 – 1876 م) هو سياسي من السلفادور، تولى منصب رئيس السلفادور.